# Йездигерд Кроткий
Йездигерд Кроткий — возможно был провозглашён (шахиншахом) Сасанидской империи в 399/400 году. Йездигерд Кроткий («Нерм»), сын Бахрама IV, якобы царствовавший 72 дня.
Упоминается только мусульманским историком X века Хамзой аль-Исфахани. Возможно, Хамзе это потребовалось, для того чтобы закрыть лакуну в списке Сасанидских царей, объяснения которой он не находил, хотя наличие небольшого числа медных монет, отчеканенных штемпелями Шапура II, но с именем Йездигерда на оборотной стороне, дало основание предположить, что Йездигерд Кроткий действительно существовал.
| Сасаниды                  |                                                   |                       |
| Предшественник: Бахрам IV | шахиншах Ирана и не-Ирана 399/400 (правил 72 дня) | Преемник: Йездегерд I |